# Pro Wrestling Illustrated
Pro Wrestling Illustrated (PWI) este o importantă revista lunară de wrestling profesionist, înființată în 1972. PWI are sediul central în Blue Bell, Pennsylvania și publicata de Kappa Publishing Group. Revista este cea mai lungă revistă publicată în prezent în limba engleză. PWI publică probleme lunare și probleme anuale speciale, cum ar fi "Almanahul și Cartea Faptelor".

## Istorie
Prima ediție a Pro Wrestling Illustrated a fost lansată în 1979. În curând, revista a devenit cunoscută pentru că nu a încălcat kayfabe în articolele sale, deoarece în mod tradițional a tratat toate "unghiurile" sau poveștile, ca fiind reale. Cu toate acestea, în ultimii ani revista a adoptat o abordare editorială între kayfabe și scrierea "trage", făcând diferența între feudele de pe ecran și controversele din spatele scenei. PWI nu se limitează la acoperirea doar a promoțiilor proeminente de lupte profesionale, deoarece acoperă, de asemenea, multiple promoții independente în Statele Unite. PWI publică, de asemenea, alte probleme speciale, printre care: Pro Wrestling Illustrated Wrestling Almanac & Carte de Fapte din 1996, Femeile de lupte și un buletin săptămânal cu titlul PWI Weekly din 1989 până în 2000. A fost în cele din urmă achiziționat de Golden Boy Enterprises.
PWI a acordat premii și recunoștințe anuale de la înființarea sa. Aceste premii au fost acordate anterior de către o altă proprietate a revistei Victory Sports Magazine, Wrestling Review Sports. PWI a oferit, de asemenea, clasamente lunare pentru promoțiile mari, unele selectate independente și o clasare generală în echipele single și tag. În plus, cititorilor li se dă posibilitatea de a vota câștigătorii premiilor de la sfârșitul anului, care au fost incluse în buletinele speciale de la sfârșitul anului. O revistă specială PWI Awards este emisă anual, care dezvăluie câștigătorii și numărul de voturi numărate. Următoarea este o listă a categoriilor în care PWI a acordat premii.
- Wrestler of the Year (din 1972)
- Tag Team of the Year (din 1972)
- Match of the Year (din 1972)
- Feud of the Year (din 1986)
- Most Popular Wrestler of the Year (din 1972)
- Most Hated Wrestler of the Year (din 1972)
- Most Improved Wrestler of the Year (din 1978)
- Most Inspirational Wrestler of the Year (din 1972)
- Rookie of the Year (din 1972)
- Stanley Weston Award (din 1981)
- Comeback of the Year (din 1992)
- Woman of the Year (1972 - 1976, restabilită din 2000)
- Manager of the Year (1972 - 1999)
- Midget Wrestler of the Year (1972 - 1976)
- Announcer of the Year (1977)

### PWI 500
PWI și-a publicat lista celor mai buni 500 de luptători profesioniști în fiecare an din 1991 într-o revistă anuală specială numită PWI 500. Scriitorii PWI aleg poziția luptătorului după o perioadă de evaluare desemnată începând cu mijlocul lunii iunie. Orice lucru pe care un luptător a reușit înainte sau după această perioadă - fie că câștigă un titlu mondial, fie că face un meci de deschidere - nu este luat în considerare. De asemenea, ele urmează un criteriu care include înregistrarea câștigurilor, câștigarea campionatului, calitatea competiției, feudele majore, proeminența în cadrul unei promovări individuale a luptătorului și capacitatea generală de lupte. Din 2017, doar Jushin Thunder Liger a apărut în fiecare ediție a PWI 500. În 1993, Miss Texas (Jacqueline Moore) a fost prima femeie care a fost clasată pe lista nr. 249.
Iată primii zece clasați luptători pentru fiecare an:
| An   | 1                       | 2                       | 3                       | 4                   | 5                      | 6                     | 7                 | 8                    | 9                    | 10                    |
| ---- | ----------------------- | ----------------------- | ----------------------- | ------------------- | ---------------------- | --------------------- | ----------------- | -------------------- | -------------------- | --------------------- |
| 1991 | Hulk Hogan              | Lex Luger               | Ric Flair               | Randy Savage        | Sting                  | Scott Steiner         | Ricky Steamboat   | Steve Williams       | Arn Anderson         | Rick Steiner          |
| 1992 | Sting                   | Randy Savage            | Ric Flair               | Rick Rude           | Bret Hart              | Ricky Steamboat       | Jerry Lawler      | Scott Steiner        | The Ultimate Warrior | Stunning Steve Austin |
| 1993 | Bret Hart               | Big Van Vader           | Shawn Michaels          | Sting               | Yokozuna               | Ric Flair             | Lex Luger         | Rick Rude            | Mr. Perfect          | Scott Steiner         |
| 1994 | Bret Hart               | Hulk Hogan              | Ric Flair               | Big Van Vader       | Shawn Michaels         | Stunning Steve Austin | Razor Ramon       | Sting                | Ricky Steamboat      | Owen Hart             |
| 1995 | Diesel                  | Shawn Michaels          | Sting                   | Bret Hart           | Sabu                   | Hulk Hogan            | Big Van Vader     | Randy Savage         | Razor Ramon          | Mitsuharu Misawa      |
| 1996 | Shawn Michaels          | The Giant               | Sting                   | Kenta Kobashi       | Ahmed Johnson          | Kevin Nash            | Rey Misterio, Jr. | Hulk Hogan           | Sabu                 | Ric Flair             |
| 1997 | Dean Malenko            | Mitsuharu Misawa        | Stone Cold Steve Austin | Diamond Dallas Page | Lex Luger              | The Undertaker        | Shinya Hashimoto  | The Giant            | Jushin Thunder Liger | Chris Benoit          |
| 1998 | Stone Cold Steve Austin | Goldberg                | Mitsuharu Misawa        | Diamond Dallas Page | The Undertaker         | Kenta Kobashi         | Booker T          | Ken Shamrock         | Jushin Thunder Liger | Chris Jericho         |
| 1999 | Stone Cold Steve Austin | Rob Van Dam             | Mitsuharu Misawa        | Rey Misterio, Jr.   | The Rock               | Diamond Dallas Page   | Keiji Mutoh       | The Undertaker       | Goldberg             | Taz                   |
| 2000 | Triple H                | The Rock                | Chris Benoit            | Kenta Kobashi       | Jeff Jarrett           | Justin Credible       | Mike Awesome      | Jushin Thunder Liger | Chris Jericho        | Kensuke Sasaki        |
| 2001 | Kurt Angle              | Stone Cold Steve Austin | Chris Benoit            | Keiji Mutoh         | Booker T               | Triple H              | Scott Steiner     | Mitsuharu Misawa     | Chris Jericho        | Rhyno                 |
| 2002 | Rob Van Dam             | The Undertaker          | Keiji Mutoh             | Chris Jericho       | Eddie Guerrero         | Kurt Angle            | Edge              | Yuji Nagata          | The Rock             | Triple H              |
| 2003 | Brock Lesnar            | Triple H                | Kurt Angle              | Keiji Mutoh         | Chris Jericho          | Big Show              | Booker T          | Kenta Kobashi        | Eddie Guerrero       | Rob Van Dam           |
| 2004 | Chris Benoit            | Eddie Guerrero          | Triple H                | Kenta Kobashi       | Randy Orton            | Toshiaki Kawada       | John Cena         | A.J. Styles          | Shawn Michaels       | Chris Jericho         |
| 2005 | Batista                 | John Cena               | Satoshi Kojima          | Triple H            | John Bradshaw Layfield | Kurt Angle            | A.J. Styles       | Edge                 | Shelton Benjamin     | Hiroyoshi Tenzan      |
| 2006 | John Cena               | Kurt Angle              | Edge                    | Samoa Joe           | Místico                | Rey Mysterio          | Brock Lesnar      | Kenta Kobashi        | Shawn Michaels       | Jeff Jarrett          |
| 2007 | John Cena               | Edge                    | Místico                 | Kurt Angle          | The Undertaker         | Shawn Michaels        | Christian Cage    | Perro Aguayo, Jr.    | Bobby Lashley        | Takeshi Morishima     |
| 2008 | Randy Orton             | Kurt Angle              | Triple H                | Samoa Joe           | Edge                   | The Undertaker        | Shawn Michaels    | Nigel McGuinness     | John Cena            | Shinsuke Nakamura     |
| 2009 | Triple H                | Chris Jericho           | John Cena               | Edge                | Randy Orton            | Nigel McGuinness      | Hiroshi Tanahashi | CM Punk              | Sting                | Último Guerrero       |
| 2010 | A.J. Styles             | John Cena               | CM Punk                 | Randy Orton         | Chris Jericho          | Batista               | Shinsuke Nakamura | The Undertaker       | Kurt Angle           | Sheamus               |
| 2011 | The Miz                 | Randy Orton             | John Cena               | Kane                | Takashi Sugiura        | Alberto Del Rio       | Mr. Anderson      | Rey Mysterio         | Eddie Edwards        | CM Punk               |
| 2012 | CM Punk                 | Bobby Roode             | John Cena               | Daniel Bryan        | Sheamus                | Jun Akiyama           | Davey Richards    | Kurt Angle           | Mark Henry           | Alberto Del Rio       |
| 2013 | John Cena               | CM Punk                 | Hiroshi Tanahashi       | Bully Ray           | Kazuchika Okada        | Sheamus               | Jeff Hardy        | Alberto Del Rio      | Dolph Ziggler        | Kevin Steen           |
| 2014 | Daniel Bryan            | Randy Orton             | John Cena               | A.J. Styles         | Kazuchika Okada        | Bray Wyatt            | Roman Reigns      | Magnus               | Adam Cole            | Bully Ray             |
| 2015 | Seth Rollins            | John Cena               | A.J. Styles             | Roman Reigns        | Shinsuke Nakamura      | Randy Orton           | Jay Briscoe       | Rusev                | Alberto El Patrón    | Kevin Owens           |
| 2016 | Roman Reigns            | Kazuchika Okada         | Finn Bálor              | A.J. Styles         | Jay Lethal             | Kevin Owens           | Shinsuke Nakamura | Seth Rollins         | Dean Ambrose         | John Cena             |
| 2017 | Kazuchika Okada         | A.J. Styles             | Kevin Owens             | Roman Reigns        | Kenny Omega            | Shinsuke Nakamura     | Samoa Joe         | Dean Ambrose         | Bobby Roode          | The Miz               |
| 2018 | Kenny Omega             | A.J. Styles             | Kazuchika Okada         | Brock Lesnar        | Seth Rollins           | Braun Strowman        | Roman Reigns      | Cody Rhodes          | Tetsuya Naito        | The Miz               |